# Duist (gemeente)
Duist, ook wel bekend als 'Duist, De Haar en Zevenhuizen', was een gemeente in de provincie Utrecht, ten noorden van Amersfoort. 
De voormalige gerechten Duist, de Haar en Zevenhuizen werden per 1 januari 1812 bij Bunschoten gevoegd, om daar op 1 januari 1818 weer van te worden afgesplitst. Op 8 september 1857 werd de gemeente opgeheven en bij de gemeente Hoogland gevoegd. Sinds de opsplitsing van de gemeente Hoogland in een Amersfoorts en een Bunschotens deel in 1974 behoort het grondgebied van deze voormalige gemeente, met daarin de buurtschap Zevenhuizen, grotendeels tot de gemeente Bunschoten.
De gemeente Duist bestond uit drie delen: Polder De Haar (ten westen van de N199), Polder Neerduist (tussen N199 en de Zevenhuizerstraat) en Polder Bovenduist (ten oosten van de Zevenhuizerstraat).
De parkeerplaats Neerduist aan de noordzijde van de autosnelweg A1 Oldenzaal-Amsterdam herinnert nog aan de vroegere gemeente.